# Louis Carré (matemático)
Louis Carré (Clos-Fontaine, 26 de julho de 1663 – 17 de abril de 1711) foi um matemático francês, membro da Académie des Sciences. É autor de um dos primeiros livros sobre cálculo integral.
Morreu com 46 anos de idade em 1711.